# Дон ДеЛило
Дон ДеЛило (на английски: Don DeLillo, р. 20 ноември 1936) е съвременен американски писател.

## Биография
Роден е на 20 ноември 1936 г. в Бронкс (Ню Йорк) в работническо семейство на италиански имигранти от Монтагано. Следва в университета „Фордъм“, където получава степен бакалавър през 1958 г.
След завършването на университета ДеЛило започва работа в рекламния бизнес, тъй като не успява да си намери място в издателство. В продължение на пет години работи като копирайтър в агенция „Ogilvy & Mather“ на 5-о Авеню.
Първият разказ на ДеЛило, „Река Йордан“, е публикуван през 1960 г. в литературното списание Epoch („Епоха“), издавано от Университета Корнел.
През 1964 г. ДеЛило напуска рекламната агенция и започва да пише първия си роман. Пише го четири години, но успява да го издаде под заглавието „Американа“ едва през 1971 г.  Романът е приет от критиците със сдържани аплодисменти.
През 1975 г. ДеЛило сключва брак с Барбара Бенет, бивша банкова служителка, работеща като ландшафтен дизайнер. В края на 70-те години на ХХ век в течение на няколко години живее в Гърция, където пише романа си „Имена“.
Романите на ДеЛило, макар и все по-горещо приемани от критиката, не получават широко обществено признание чак до отпечатването на „Бял шум“, който печели Националната литературна награда на САЩ през 1985 г. А истински масов успех му носи едва публикуването на най-мащабното му като обем произведение – романа „Подземен свят“. През 2006 г. вестник „Ню Йорк Таймс“ включва „Подземен свят“ в списъка с най-добрите американски книги, написани през последните 25 години. И тъй като в списъка се оказват и романите „Везни“ и „Бял шум“, вече може да се приеме, че Дон ДеЛило е достигнал статута на жив класик.

## Творчество
Като тийнейджър не е сред четящите младежи, но започва да наваксва, когато в гимназията през летните ваканции си заработва джобни като пазач на паркинг.  Сред авторите, които ДеЛило чете с възхищение през този период от живота си са Джеймс Джойс, Уилям Фокнър, Фланъри О’Конър и Ърнест Хемингуей, които оказват най-сериозно влияние върху първите му писателски опити.
Освен влиянието на модернистката литература, като свои източници на вдъхновение ДеЛило сочи влиянието на джаза – „[...] симпатяги като Орнет Колман, и Мингъс, и Колтрейн, и Майлс Дейвис“ – и следвоенното кино: „[...] Антониони, и Годар, и Трюфо, а през 70-те години се появиха и американци, много от които бяха под влиянието на голямото европейско кино: Кубрик, Олтман, Копола, Скорсезе и други.“
В романите си прави деконструкция на историята на САЩ и на американския начин на живот.
Романът му „Падащият човек“ разказва за герой, оцелял след терористичния атентат на 11 септември 2001 година.
За разлика от други американски автори с италиански произход, като Марио Пузо или Джон Фанте, в неговата проза отсътстват каквито и да било специфични елементи на италианската култура. За италианските му корени читателят може да се досети само от някои моменти в романа му „Подземен свят“.

## Признание и награди
- 1979 – Гугенхаймова стипендия
- 1984 – Носител на Литературната награда на Американската академия и институт на изкуствата и словесността (на английски: American Academy and Institute of Arts and Letters)
- 1985 – Носител на Националната награда за белетристика (на английски: National Book Award for Fiction) за романа Бял шум[10]
- 1985 – Финалист в раздел белетристика за Националната награда на Кръга на литературните критици (на английски: National Book Critics Circle Award) за романа Бял шум
- 1988 – Финалист в раздел белетристика за Националната награда на Кръга на литературните критици за романа Везни
- 1988 – Носител на Наградата на вестник „Ню Йорк Таймс“ за най-добра книга на годината за романа Везни
- 1988 – Финалист на Националната награда за белетристика за романа Везни[11]
- 1989 – Носител на международната награда „Aer Lingus“ (на английски: Aer Lingus International Fiction Prize) на вестник Irish Times за романа Везни
- 1992 – Носител на Наградата ПЕН/Фокнър (на английски: PEN/Faulkner Award) за романа Мао Втори
- 1992 – Номинация за наградата Пулицър в раздел Белетристика за романа Мао Втори
- 1995 – Носител на наградата „Лайла Уолас“ на списание „Ридърс Дайджест“ (на английски: Lila Wallace-Reader's Digest Award)
- 1997 – Финалист на Националната награда за белетристика за романа Подземен свят[12]
- 1997 – Финалист в раздел белетристика за Националната награда на Кръга на литературните критици за романа Подземен свят
- 1997 – Номинация за награда на вестник „Ню Йорк Таймс“ за най-добра книга на годината – за романа Подземен свят
- 1998 – Номинация за наградата Пулицър в раздел Белетристика за романа Подземен свят
- 1998 – Носител на Американската литературна награда (на английски: American Book Award) за романа Подземен свят
- 1999 – Носител на наградата на Йерусалим
- 1999 – Номиниран (включен в краткия списък) за наградата IMPAC за романа Подземен свят
- 2000 – Отличен с медала „Уилям Дийн Хауълс“ за романа Подземен свят
- 2000 – Носител на международната награда „Рикардо Бакели“ за романа Подземен свят
- 2001 – Номиниран (включен в краткия списък) за мемориалната награда „Джеймс Тейт Блек“ в раздел Белетристика за романа Творец на боди арт
- 2003 – Номиниран (включен в дългия списък) за наградата IMPAC за романа Творец на боди арт
- 2007 – Номиниран за Международната награда Ман Букър
- 2009 – Носител на наградата на (на английски: Common Wealth Award of Distinguished Service) за принос към литературата
- 2009 – Номиниран (включен в дългия списък) за наградата IMPAC за романа Падащият човек
- 2010 – Носител на Литературната награда на Сейнт Луис, връчвана от колегиума на Библиотеката на университета на Сейнт Луис[13]
- 2010 – Носител на наградата ПЕН/Сол Белоу за принос към американската белетристика (на английски: PEN/Saul Bellow Award for Achievement in American Fiction)[14]
- 2012 – Финалист за Наградата за белетристика ПЕН/Фокнър за The Angel Esmeralda
- 2012 – Номиниран (включен в дългия списък) за международната награда за разказ „Франк О’Конър“ (на английски: Frank O’Connor International Short Story Award) за The Angel Esmeralda
- 2012 – Носител на литературната награда „Карл Сандбърг“[15]
- 2012 – Номиниран (включен в дългия списък) за наградата IMPAC за романа Точка Омега
- 2013 – Носител на почетната награда за американска белетристика на Конгресната библиотека (на английски: Library of Congress Prize for American Fiction)[16][17][18][19]

### Романи
- Americana (Американа) (1971)
- End Zone (Гранична зона) (1972)
- Great Jones Street (Грейт Джоунс Стрийт) (1973)
- Ratner's Star (Звездата на Ратнър) (1976)
- Players (Играчите) (1977)
- Running Dog (Бягащото куче) (1978)
- Amazons (Амазонките) (1980) (под псевдонима „Cleo Birdwell“)
- Names (Имена) (1982)
- White Noise (1985)
„Бял шум“. Превод от английски Зорница Христова. София: Алтера, 2009 [20][21]
- Libra (Везни) (1988)
- Mao II (Мао Втори) (1991)
- Underworld (Подземен свят) (1997)
- The Body Artist (Творец на боди арт) (2001)
 Телесно време: роман, Съвременник: списание на Съюза на българските писатели (ISSN 0204-6962), Год. 43, бр. 2, 2015, с. 5-63, прев. от англ. П. Кънев
- Cosmopolis (2003)
„Космополис“. Превод от английски Зорница Христова. София: Обсидиан, 2003, 208 с. ISBN 954-769-054-X [22]
- Falling Man (Падащият човек) (2007)
- Point Omega (Точка Омега) (2010) [23]
- Zero K (Нула по Келвин) (2016)
„Нула К“. Превод от английски Владимир Молев. София: Обсидиан, 2016, 288 с.
- The Silence, NY: Scribner, 2020, ISBN 978-1-9821-6455-3

### Сборници с разкази
- The Angel Esmeralda: Nine Stories (2011)

### Разкази
- „The River Jordan“ (1960) (Първа публикация в сп. Epoch 10, No. 2 (Winter 1960), pp. 105–120.)
- „Take the „A“ Train“ (1962) (Първа публикация в сп. Epoch 12, No. 1 (Spring 1962) pp. 9–25.)
- „Spaghetti and Meatballs“ (1965) (Първа публикация в сп. Epoch 14, No. 3 (Spring 1965) pp. 244–250)
- „Coming Sun.Mon.Tues.“ (1966) (Първа публикация в сп. Kenyon Review 28, No. 3 (June 1966), pp. 391–394.)
- „Baghdad Towers West“ (1967) (Първа публикация в сп. Epoch 17, 1968, pp. 195–217.)
- „The Uniforms“ (1970) (Първа публикация в сп. Carolina Quarterly 22, 1970, pp. 4–11.)
- „In the Men's Room of the Sixteenth Century“ (1971) (Първа публикация в сп. Esquire, Dec. 1971, pp. 174–177, 243, 246.)
- „Total Lost Weekend“ (1972) (Първа публикация в сп. Sports Illustrated, Nov. 27, 1972, pp. 98–101+)
- „Creation“ (1979) (Първа публикация в сп. Antaeus No. 33, Spring 1979, pp. 32–46.)
- „The Sightings“ (1979) (Първа публикация в сп. Weekend Magazine (Summer Fiction Issue, out of Toronto), 4 август 1979, pp. 26–30.)
- „Human Moments in World War III“ (1983) (Първа публикация в сп. Esquire, July 1983, pp. 118–126.)
„Човешки мигове през Третата световна война“ Архив на оригинала от 2016-03-07 в Wayback Machine., сп. „Гранта“, бр. 1, 2012 г.
- „The Ivory Acrobat“ (1988) (Първа публикация в сп. Granta 25, Autumn 1988, pp. 199–212.)
- „The Runner“ (1988) (Първа публикация в сп. Harper's, Sept. 1988, pp. 61–63.)
- „Pafko at the Wall“ (1992) (Първа публикация в сп. Harper's, Oct. 1992, pp. 35–70.)
- „The Angel Esmeralda“ (1995) (Първа публикация в сп. Esquire, May 1994, pp. 100–109.)
- „Baader-Meinhof“ (2002) (Първа публикация в сп. New Yorker, 1 април 2002, pp. 78–82.)
- „Still Life“ (2007) (Първа публикация в сп. New Yorker, 9 април 2007)
- „Midnight in Dostoevsky“ (2009) (Първа публикация в сп. New Yorker, 30 ноември 2009)
- „The Border of Fallen Bodies“ (2009) (Първа публикация в сп. Esquire, 21 април 2009)
- „Hammer and Sickle“ (2010) (Първа публикация в сп. Harper's, Dec. 2010, pp. 63–74)

### Пиеси
- The Engineer of Moonlight (1979)
- The Day Room (поставена за първи път през 1986)
- Valparaiso (поставена за първи път през 1999)
- Love-Lies-Bleeding (поставена за първи път през 2005)
- The Word for Snow (поставена за първи път през 2007)

### Сценарии
- Game 6 (2005)
- „Бял шум“ (2022)[24][25]